# WrestleMania Backlash (2022)
WrestleMania Backlash (2022) — семнадцатое по счёту шоу Backlash, премиальное живое шоу производства американского рестлинг-промоушна WWE. Шоу прошло 8 мая 2022 года на арене «Данкин Донатс-центр» в Провиденс, Род-Айленд, США. Шоу транслировалось по системе pay-per-view (PPV) по всему миру и доступно для трансляции через Peacock в США и WWE Network на международном рынке.
Это второе в истории шоу Backlash, проведенное под таким названием после шоу предыдущего года, таким образом, официально переименовав серию событий в WrestleMania Backlash. Это также будет третий Backlash, проведенный в «Данкин Донатс-центр» после событий 1999 и 2009 годов. Концепция мероприятия основана на реваншах и продолжении сюжетов после WrestleMania 38.
В главном событии шоу «Кровное родство» (Роман Рейнс и Братья Усо) (с Полом Хейманом) победили Дрю Макинтайра и RK-Bro (Рэнди Ортон и Риддл) в командном матче шести человек.

## Результаты
| #                             | Матч | Тип матча                                                   | Время |
| ----------------------------- | --- | ----------------------------------------------------------- | ----- |
| 1                             | Коди Роудс победил Сета «Фрикин» Роллинса                                                                              | Одиночный матч                                              | 20:45 |
| 2                             | Омос (с MVP) победил Бобби Лэшли                                                                                       | Одиночный матч                                              | 8:50  |
| 3                             | Эдж победил Эй Джей Стайлза                                                                                            | Одиночный матч, Дамиану Присту запрещено находиться у ринга | 16:25 |
| 4                             | Ронда Раузи победила Шарлотт Флэр (с)                                                                                  | Матч I Quit за титул чемпиона WWE SmackDown среди женщин    | 16:35 |
| 5                             | Мэдкэп Мосс победил Хэппи Корбина                                                                                      | Одиночный матч                                              | 9:50  |
| 6                             | «Кровное родство» (Роман Рейнс и Братья Усо) (с Полом Хейманом) победили Дрю Макинтайра и RK-Bro (Рэнди Ортон и Риддл) | Командный матч шести человек                                | 22:20 |
| (c) — чемпион на начало матча | |                                                             |       |